# Hazekebruid
Hazekebruid of Haasjesbruid is een sprookje uit Kinder- und Hausmärchen, de verzameling van de gebroeders Grimm, met als nummer KHM66. De oorspronkelijke naam is Häsichenbraut.

## Het verhaal
Een vrouw en dochter hebben een tuin met kool en in de winter eet een haasje dit op. De dochter moet het wegjagen, maar het haasje vraagt of ze mee wil naar zijn hazenhutje. Ze weigert en de volgende dag komt het haasje terug en het meisje moet hem weer wegjagen. Opnieuw weigert ze op zijn hazenstaartje te gaan zitten en op de derde dag komt het haasje terug. Het meisje gaat op het hazenstaartje zitten en wordt naar het hutje gebracht. Ze moet groene kool en gerst koken en er worden bruiloftsgasten uitgenodigd. Dit zijn de kraai als pastoor en de vos is koster, het altaar staat onder de regenboog. Het meisje is verdrietig en het haasje komt dan vragen of ze zal opdoen, omdat de bruiloftsgasten dit verlangen. Ze huilt alleen en het haasje gaat weg en komt terug, waarna het zich herhaalt. Daarna maakt het meisje een pop van stro en doet dit kleren aan. Ze zet de pop bij de pan vol gierst en gaat naar haar moeder. Als het haasje terugkomt, ziet hij dat het zijn bruid niet is en hij gaat weg.

## Achtergronden bij het verhaal
- Het sprookje komt uit Buckow bij Mecklenburg en was opgetekend in dialect. Het is geschreven in een levendige stijl, waarin verleden tijd en heden elkaar afwisselen.
- Het sprookje is verwant met De roversbruidegom (KHM40) en Vleerkens vogel (KHM46).